# سيبونيمود
سيبونيمود(Siponimod) ، الذي يباع تحت الإسم التجاري مايزنت Mayzent)، هو دواء يستخدم لعلاج التصلب المتعدد (MS).  على وجه التحديد للأشكال المتكررة من التصلب المتعدد بما في ذلك المتلازمة المعزولة سريريًا، و التصلب الانعكاسي المتكرر ، و التصلب التقدمي الثانوي النشط.  و يؤخذ عن طريق الفم. 
تشمل الآثار الجانبية الشائعة لهذا العقار على: الصداع و ارتفاع ضغط الدم و مشاكل الكبد.  إصافة إلى ذلك، فقد تشمل الآثار الجانبية الأخرى العدوى، و الوذمة البقعية، و عدم انتظام ضربات القلب، و متلازمة اعتلال الدماغ العكسي الخلفي.  و لا ينبغي استخدامه من قبل الأشخاص الذين يعانون من حساسية الفول السوداني أو الصويا.  يعمل عن طريق منع مستقبلات السفينجوزين-1-فوسفات . 
تمت الموافقة على استخدام سيبونيمود طبيًا في الولايات المتحدة في عام 2019 و بعدها في أوروبا في عام 2020.   تبلغ تكلفةجرعة 2 ملغ يوميًا حوالي 8400 دولار أمريكي شهريًا في الولايات المتحدة اعتبارًا من عام 2021.  في المملكة المتحدة، يكلف هذا القدر هيئة الخدمات الصحية الوطنية حوالي 1800 جنيه إسترليني.  في الولايات المتحدة، يتوفر فقط من خلال صيدلية متخصصة. 